# Классификация почв СССР 1977 года
Классификация почв СССР была подготовлена к 1977 году под руководством Е. Н. Ивановой и Н. Н. Розова на основе «Указаний по классификации и диагностике почв», выпущенных в 1967 году Почвенным институтом им. В. В. Докучаева (ВАСХНИЛ). Одобрена Научно-техническим Советом и Главным управлением землепользования и землеустройства Министерства сельского хозяйства СССР в качестве руководства при проведении почвенных обследований и изысканий, работ по госучёту земель и земельному кадастру. Эта классификация была одобрена на Всесоюзном съезде Общества почвоведов. Были введены единые диагностические критерии фациального разделения почв на термической основе. Постепенно данная классификация почв вытесняется, но нередко используется даже по состоянию на 2017 год.
Классификация включает 80 типов почв, разделённые в зависимости от зональных условий и режима увлажнения. Подгруппы почв выделяются на основе био- и физико-химических признаков. В зависимости от увлажнения идет разделение на ряды.
По сравнению с предыдущими в этом варианте классификации было усовершенствовано разделение аллювиальных почв и разработаны диагностические характеристики горных и антропогенно преобразованных почв, дополнены и переработаны признаки почв, подверженных эрозии и дефляции, засолению. Были установлены признаки разделения почв на фации на основе их температурного режима. Недостатками этой классификации считают отсутствие обоснования принципов классификации и системы почвенных таксонов. Не разработаны принципы разделения почв на уровне рода. Авторы классификации переоценивают влияние гидротермических факторов на почвообразование. Это проявляется в частности в выделении 27 подтипов бурых лесных почв на основе общеклиматической гидротермической сетки, что далеко от действительности. Не классифицированы мерзлотные почвы Крайнего Севера.

## Типы почв
Примечание: Курсивом выделены группы типов.
Диагностика почв Крайнего Севера и основной части мерзлотных областей Сибири в классификацию не была включена ввиду ограниченности на то время материалов по почвам этих регионов.
- Подзолистые
- Подзолистые культурные
- Болотно-подзолистые
- Дерново-карбонатные
- Дерново-глеевые
- Серые лесные
- Серые лесные глеевые
- Бурые лесные (бурозёмы)
- Бурые лесные глеевые (бурозёмы глеевые)
- Подзолисто-бурые лесные (подзолисто-бурозёмные)
- Подзолисто-бурые лесные глеевые (подзолисто-бурозёмные глеевые)
- Луговые подбелы (лугово-бурые)
- Лугово-чернозёмовидные
- Луговые тёмные чернозёмовидные
- Чернозёмы
- Лугово-чернозёмные
- Каштановые
- Лугово-каштановые
- Луговые
- Бурые полупустынные
- Лугово-бурые полупустынные
- Серо-бурые пустынные
- Такыровидные пустынные
- Такыры
- Песчаные пустынные
- Лугово-пустынные
- Серозёмы
- Лугово-серозёмные
- Луговые полпустынь и пустынь

Орошаемые почвы

- Орошаемые болотные полупустынь и пустынь
- Серо-коричневые
- Лугово-серо-коричневые
- Коричневые
- Лугово-коричневые
- Лугово-лесные серые
- Желтозёмы
- Желтозёмы глеевые
- Подзолито-желтозёмные
- Подзолисто-желтозёмно-глеевые
- Краснозёмы
- Торфяные болотные верховые
- Торфяные болотные низинные
- Торфяные верховые освоенные
- Торфяные низинные освоенные
- Лугово-болотные
- Болотные полупустынь и пустынь
- Солоди

Солонцы

- Солонцы гидроморфные

Солончаки

- Солончаки гидроморфные

Аллювиальные (пойменные)

- Аллювиальные болотные иловато-торфяные
- Горно-луговые
- Горно-луговые чернозёмовидные
- Горные лугово-степные